# Cozuelos de Fuentidueña (kommunhuvudort)
Cozuelos de Fuentidueña är en kommunhuvudort i Spanien.   Den ligger i provinsen Provincia de Segovia och regionen Kastilien och Leon, i den centrala delen av landet, 110 km norr om huvudstaden Madrid. Cozuelos de Fuentidueña ligger 879 meter över havet och antalet invånare är 161.
Terrängen runt Cozuelos de Fuentidueña är platt. Runt Cozuelos de Fuentidueña är det glesbefolkat, med 12 invånare per kvadratkilometer. Närmaste större samhälle är Cuéllar, 18,3 km väster om Cozuelos de Fuentidueña. Trakten runt Cozuelos de Fuentidueña består till största delen av jordbruksmark.